# Сувальський ландшафтний парк

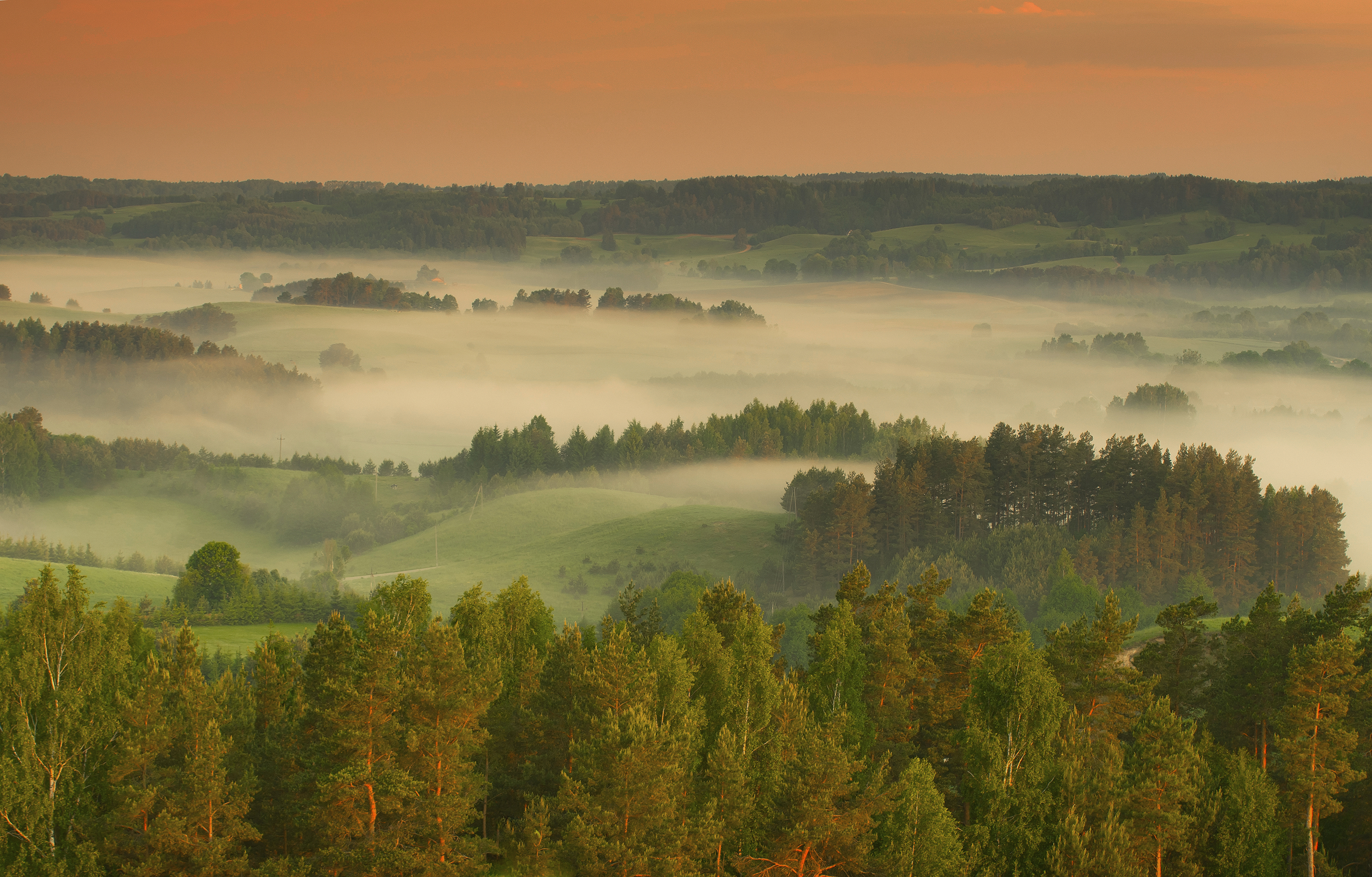
Сувальський ландшафтний парк

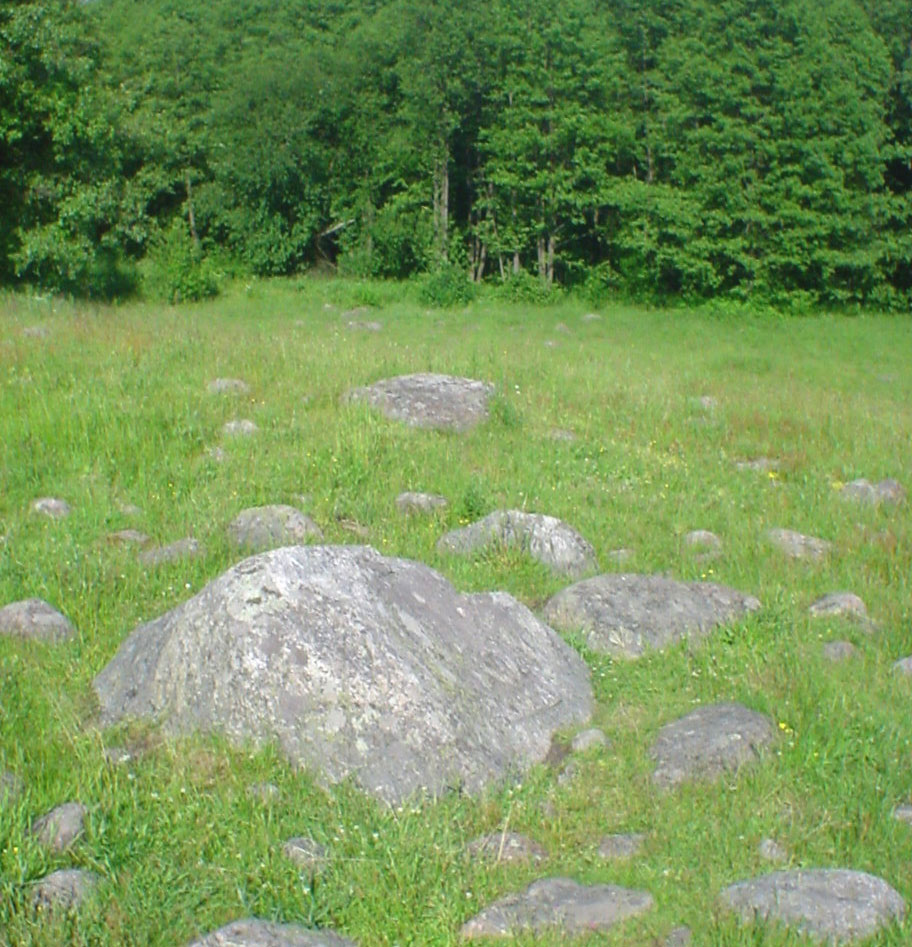
Природний заповідник Глазовісько-Баханово

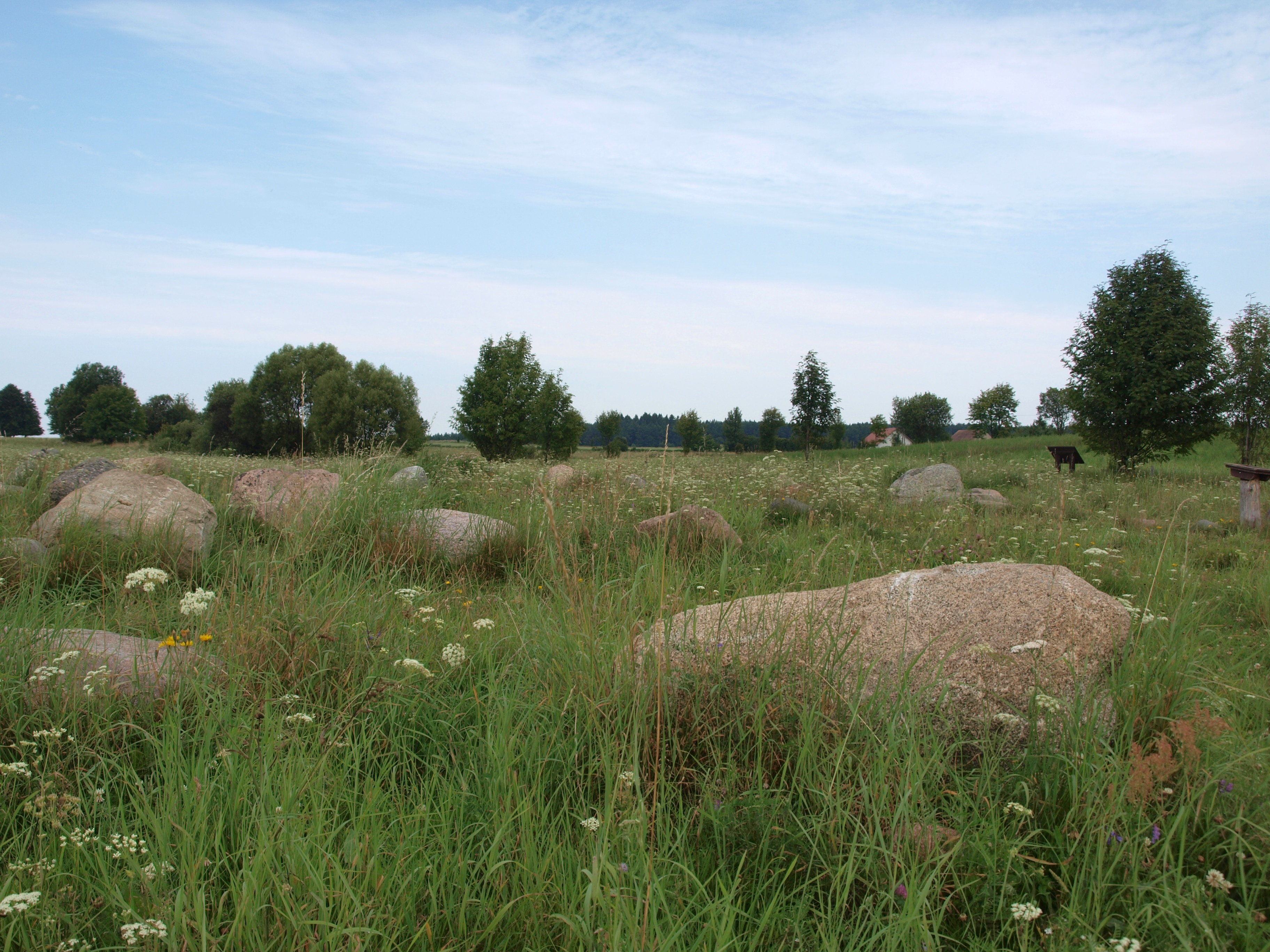
Природний заповідник Рутка

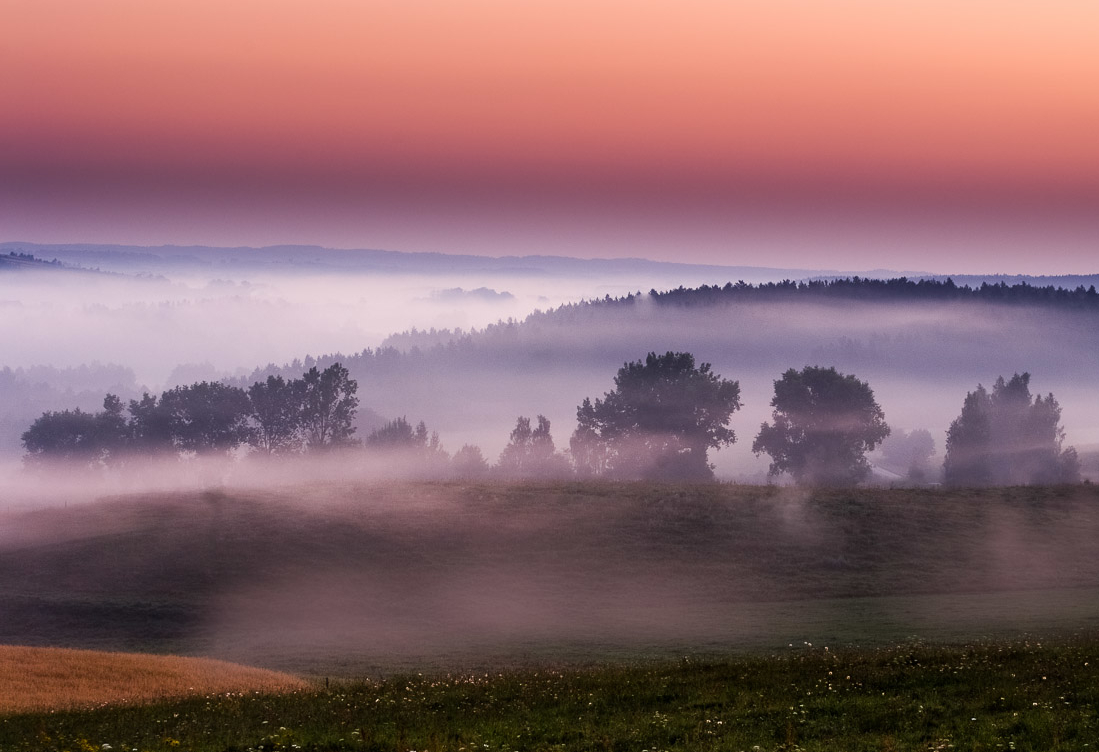
Вид з дороги до Рутки на Сувальський ландшафтний парк

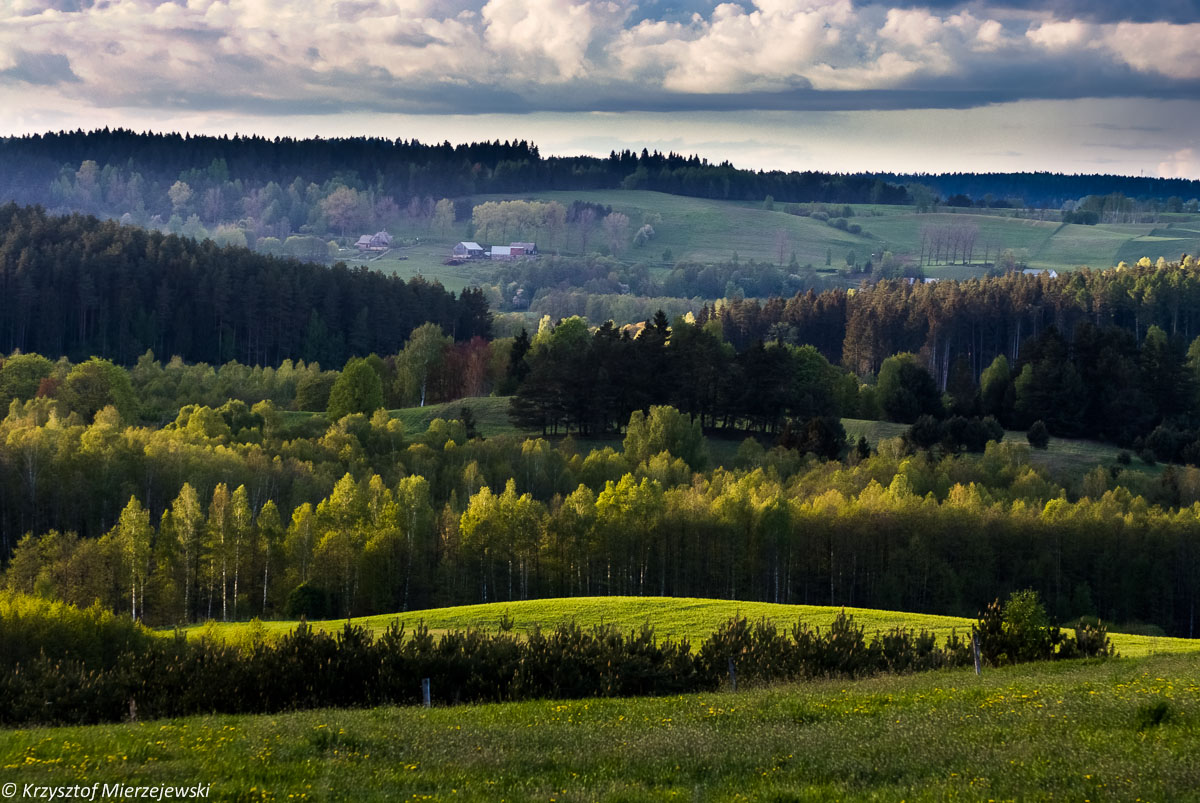
Сувальський ландшафтний парк

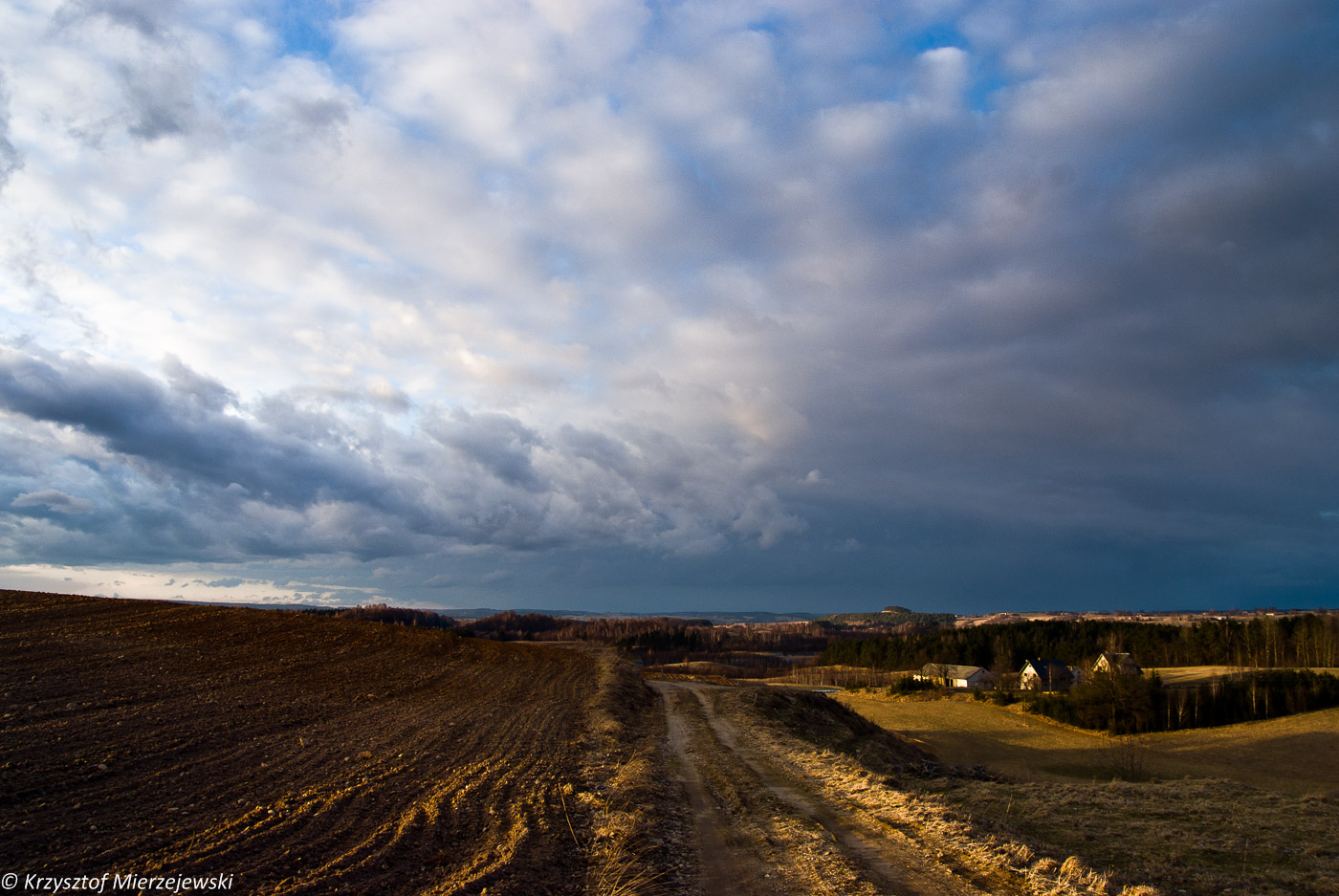
Вид на Цисову гору - символ Сувальського ландшафтного парку

Сувальський ландшафтний парк (пол. Suwalski Park Krajobrazowy) — один з найстаріших регіональних ландшафтних парків у Польщі, утворений 12 січня 1976 року рішенням Воєводської національної ради в Сувалках № III/14/76, з метою збереження унікальних післяльодовикових ландшафтів, що мають особливу природну та геологічну цінність. Парк розташований на Північносувальському поозер'ї, що є зразком післяльодовикових пейзажів з численними мореновими пагорбами, долинами річок, водоймами та озерами. 
Площа парку 6337,66 га, з яких приблизно 60% становить орна земля, 10% вода, 24% ліси та дерева, 4% болота, 2% інші ґрунти.
Пам'ятки у парку:
- Озеро Ханьча;
- Глазовісько-Лопуховське,
- Глазовісько-Баханово,
- Торфовище на західному березі озера Ячно.

## Геологія
Геологічно паркова зона належить до докембрійської східноєвропейської платформи (Сувальський анортозитовий масив, кристалічний фундамент докембрійської східноєвропейської платформи).

## Етнологія
З етнологічної точки зору район цікавий тим, що його населяли старообрядці.

## Туристична інфраструктура
Через популярність регіону серед туристів, сформувалась інфраструктура з молодіжних хостелів та розміщення у приватному секторі.

Вид з Цисової гори

## Фауна
- заповідні види ссавців: бобер, горностай, їжак, землерийка, ласка, сірий вовк,
- птахи: рибалочка блакитний, болотний лунь, чорний дятел,
- рептилії: ящірка прудка, веретільниця, вуж, гадюка,
- риба: ряпушка, сиг, бичок, пструг, пструг струмковий.